# Ултраљубичасто зрачење
Ултраљубичасто зрачење (скраћено УВ од енгл. ultraviolet) обухвата електромагнетно зрачење са таласним дужинама мањим од видљивог зрачења, али већим од оних које имају меки X-зраци. Дели се на блиско (380-200 , скраћеница НУВ), далеко или вакуумско (200-10 nm, скраћеница ФУВ или ВУВ) и екстремно (1-31 nm, скраћеница ЕУВ или XУВ) ултраљубичасто зрачење.
Када се испитује његово деловање на људско здравље и околину, ултраљубичасто зрачење се обично дели на УВА (400-315 nm) или дуготаласно, УВБ (315-280 nm) или средњеталасно и УВЦ (< 280 nm) или краткоталасно (гермицидно).
У спектру Сунчевог зрачења на ултраљубичасто зрачење отпада само 10% енергије. УВЦ-зраци не продиру до површине Земље, па тако ни до наше коже, јер се апсорбују у озонском слоју атмосфере. УВА и УВБ зраци продиру кроз спољни слој коже и изазивају оштећења: опекотине, рак коже, алергију и сл. Оштећењу ћелију коже нарочито су изложени људи светле пути.

## Порекло имена
Име значи „ван љубичастог“, од латинског ultra – „ван“, где љубичасто означава део спектра видљиве светлости са најмањим таласним дужинама.

## Откриће
Откриће УВ зрачења тесно је повезано са опажањем да соли сребра потамне када се изложе Сунчевој светлости. Године 1801. немачки истраживач Јохан Ритер направио је кључно откриће да су невидљиви зраци на самом крају љубичасте области видљивог спектра изузетно ефикасни у затамњивању папира натопљеног среброхлоридом. Да би нагласио њихову хемијску реактивност назвао их је „деоксидујућим зрацима“ наспрам „топлотних зрака“ на другом крају видљивог спектра. Деоксидујућим зрацима име је убрзо промењено у „хемијске зраке“ и такво се одржало током 19. века. Касније су хемијски и топлотни зраци замењени модерним називима ултраљубичасти и инфрацрвени зраци.

## Подела
Електромагнетски спектар ултраљубичастог светла се може поделити на велики број начина. Следећа подела је према предлогу међународног стандарда, који одређује Сунчево зрачење (ISO-DIS-21348):
| Назив                                                              | Скраћеница | Таласна дужина подручја у нанометрима | Енергија по фотону |
| ------------------------------------------------------------------ | ---------- | ------------------------------------- | ------------------ |
| Ултраљубичасто А или дуготаласно подручје, (црно светло)           | УВА        | 400 –315                              | 3,10–3,94          |
| Блиско УВ                                                          | НУВ        | 400 –300                              | 3,10–4,13          |
| Ултраљубичасто Б или средњеталасно подручје                        | УВБ        | 315 –280                              | 3,94–4,43          |
| Средње УВ                                                          | МУВ        | 300 –200                              | 4,13–6,20          |
| Ултраљубичасто Ц или краткоталасно подручје, (антимикробно светло) | УВЦ        | 280 –100                              | 4,43–12,4          |
| Далеко УВ                                                          | ФУВ        | 200 –122                              | 6,20–10,2          |
| Вакуумско УВ                                                       | ВУВ        | 200 –100                              | 6,20–12,4 eV       |
| Дубоко УВ                                                          | ЛУВ        | 100 –88                               | 12,4–14,1          |
| Супер УВ                                                           | СУВ        | 150 –10                               | 8,28–124           |
| Екстремно УВ                                                       | ЕУВ        | 121 –10                               | 10,2–124           |

Када се разматра утицај УВ зрачења на здравље човека и на околину, спектар УВ зрачења се обично дели на на УВА (400-315 nm) зрачење, још названо дуготаласним или „црним“ светлом; УВБ (315-280 nm) зрачење, познато и као средњеталасно зрачење; и УВЦ (< 280 nm), краткоталасно или „гермицидно“ зрачење.
У фотолитографији, ласерској технологији итд., израз дубоко ултраљубичасто или ДУВ односи се на таласне дужине испод 300 nm.

## Извори ултраљубичастог зрачења

### Природни извори
Сунце зрачи ултраљубичасто зрачење у подручју УВА, УВБ и УВЦ. Земљин озонски омотач зауставља 97–99% Сунчевог ултраљубичастог зрачења, у подручју УВА и УВБ, да стигне до површине Земље. Од ултраљубичастог зрачења које стигне до површине Земље, готово све отпада на УВА зрачење.
Обично прозорско стакло је 90% прозирно за УВА зраке, али зауставља 90% мање таласне дужине. Силикатно или кварцно стакло је прозирно за сво ултраљубичасто зрачење, па чак и за вакуумско УВ зрачење.
Вакуумско УВ зрачење означава подручје од 100 до 200 nm, у којем је ваздух потпуно непрозиран. Та непрозирност се јавља због снажне апсорпције или упијања кисеоника у ваздуху. У производњи полупроводника се користи светлост таласне дужине мање од 200 nm, па се мора радити у гасу који не садржи кисеоник.
Екстремно УВ зрачење је карактеристично за снажну реакцију са атомима: таласне дужине изнад 30 nm избацују ковалентне електроне и јонизују атоме, док фотони таласне дужине мање од 30 nm реагују са електронима у унутрашњим енергетским нивоима и са језгром.

### Црно светло
Црно светло зрачи светиљка која емитује у дуготаласном УВ светлу (дужина таласа око 360 nm) и врло мало видљиве светлости. Назива се и УВ флуоресцентна светиљка. Користе се да би побудиле флуоресценцију, да открије УВ боје (провера новчаница) или рецимо да открије урин. Користи се и код уређаја за привлачење комараца. Неке светиљке не користе флуоресцентну материју, него врло скупо стакло, познато као Вудово стакло, које служи као филтер. Црно светло се емитује са малом снагом и у подручју УВА зрачења, те не узрокује опекотине на кожи и рак коже.

### Антимикробна флуоресцентна светиљка
Жива под ниским притиском емитује 65% од укупног зрачења, на 254 nm линији и 10–20% на линији 185 nm. Ова светиљка нема флуоресцентни премаз. Она заснива своје деловање на чињеници да ултраљубичасто зрачење убија већину микроорганизама или микроба. Такве светиљке не садрже флуоресцентну материју, тако да више личе на тињалицу. Цеви се састоје од аморфног (растопљеног) кварца, који пропуста УВ зраке добијене од емисије живе. Такве светиљке не само да убијају микроорганизме, него претварају део кисеоника у озон. Оне могу оштетити очи и кожу, па је обавезна заштита код рада са антимикробном флуоресцентном светиљком. Геолози их користе за откривање неких врста минерала. Користе се и код неких EPROM брисача. Те светиљке имају ознаку G (енгл. germicidal lamps).

### Ултраљубичаста светлећа диода ()
Светлеће диоде се могу произвести да раде у ултраљубичастом подручју, иако су ограничене за таласне дужине испод 365 nm. У индустрији се користе за сушење и отврдњавање, те за дигиталне принтере.

### Ултраљубичасти ласери
УВ ласерске диоде и УВ ласери са чврстом језгром се производе за емитовање УВ зрачења, са таласним дужинама 262, 266, 349, 351, 355 и 375 nm. УВ ласери се користе у индустрији за ласерско гравирање, у медицини за дерматологију и очну хирургију (за поправљање вида) и за сигурне комуникације.

### Плинске светиљке
Аргонске и деутеријумске светиљке са електричним пражњењем, користе се као извор ултраљубичастог зрачења, са отворима или без њих.

## Ултраљубичасто зрачење и здравље људи

### Витамин Д
Витамин Д или калциферол је антирахитични витамин, а често се назива и витамином Сунца. Заједно са паратиреоидним хормоном регулише концентрацију калцијумских јона у крвној плазми. Група витамина Д обухвата 7 витамина, али кад се говори о витамину Д у ужем смислу мисли се на смесу витамина Д2 (ергокалциферол) и Д3 (холекалциферол). Ергостерол (провитамин ергокалциферола) је биљног порекла, док је 7-дехидрохолестерол (провитамин колекалциферола). Најчешће су то бели кристали. Витамин Д је практично нерастворан у води, али се раствара у алкохолу, хлороформу и етру, те у биљним уљима. Није стабилан у кристалном стању па се често налази у уљним растворима, који су стабилни.
Витамин Д се у телу може синтетисати у кожи под утицајем Сунчевих ултраљубичастих зрака из провитамина. Али се може уносити и храном. Највише га има у рибљем уљу и месу, млеку и млечним производима и жуманцету, те гљивама. Дневни захтеви за витамином Д релативно су мали и одрасли га надокнађују излагањем Сунцу или храном. Препоручена дневна количина (РДА) износи 5 - 10 μg.
Примарна је улога витамина Д одржавање хомеостазе и константне концентрације калцијума и фосфата у плазми. Он подстиче њихову апсорпцију из цревног тракта. Витамин Д доприноси јачим костима и здравим зубима, те је врло делотворан у развоју деце. Недостатак витамина Д очитује се клинички хипокалцијемијом, хипофосфатемијом или општом деминерализацијом кости, боловима у костима, спонтаним фрактурама и слабошћу мишића. То је узроковано недовољном ресорпцијом калцијума и фосфата. Тако може доћи и до болести која се зове рахитис. То је метаболичка болест костију. Кости постају мекане и нагињу деформацијама док зуби постају дефектни. Најчешћа је код деце, па је њима витамина Д највише потребан. Код одраслих се јавља ретко.
Применом великих доза витамина Д долази до поремећаја у метаболизму калцијума те су први симптоми хипервитаминозе везани уз хиперкалцијемију. То су умор, сметње у варењу, губитак тежине, анемија па и депресија. Долази и до додатног таложења калцијума у бубрезима и гуштерачи. Врло је тешко предозирати се Д витамином.

### Излагање Сунцу
Иако ултраљубичасто зрачење има важну корисну улогу у стварању витамина Д, нужног за равнотежу калцијума у организму, има и својих штетних деловања. Пажњу на могуће штетно деловање Сунчевог зрачења на људску кожу ваља обратити кад је посреди ултраљубичасто зрачење типа УВА и УВБ, а УВЦ апсорбује озон у горњим слојевима атмосфере и углавном не допире до површине Земље, осим код битно оштећеног озонског слоја (озонске рупе).
Тако ултраљубичасто зрачење УВБ, које не продире у дубље слојеве коже, изазива акутно оштећење коже (еритем - црвенило) у облику опекотина, које доводи до дегенерације коже, њеног старења, а може изазвати и рак коже због оштећења гена за обнову ћелија коже.
Ултраљубичасто зрачење типа УВА ствара спонтану и непосредну пигментацију коже повећаном производњом меланина. Продире у дубље слојеве коже узрокујући оштећења и могући развој рака коже у каснијој фази живота.
Интензитет ултраљубичастог зрачења и његов састав зависи од многих чинилаца, који укључују и дужину пута кроз атмосферу, што је зависно од годишњег доба, делу дана, географске ширине, надморске висине, те од облачности и чистоће ваздуха. Како ултраљубичасто зрачење УВБ знатно зависи од угла Сунчевог светла, знатно је слабије зими, затим ујутро и касно послеподне, а најјаче лети и у подне. Ултраљубичасто зрачење УВА због веће таласне дужине мање је зависно од положаја Сунца и других утицаја, па тако, на пример и 83% облачности умањује УВА зрачење само за 50 посто. Стакло и неке врсте пластике потпуно блокирају УВБ зрачење, а уопште не сметају УВА зрачењу. Да би заштитили стакло покривено филмом за заштиту од сунца.
Треба имати у виду да:
- Ниједна препланулост није здрава ни сигурна.
- Природно тамнија пут не значи и природну заштиту од Сунца, па такву кожу треба једнако штитити.
- Заблуда је да се треба више излагати Сунцу због стварања Д витамина, јер десетоминутно излагање Сунцу три пута недељно је довољно је за стварање витамина Д.
- Примена само заштитних средстава за кожу није довољна, него треба употребљавати комплетан програм заштите.
- Препланулост из соларијума једнако је опасна.
- Облачно време не значи да заштита коже није потребна, јер УВА зраци лако пролазе кроз облаке.
- Треба чувати рефлектирајућег зрачења с површине воде или снега зими.[13]

Готово 80 посто средстава за заштиту коже од УВ зрачења су у облику емулзија на основи водених, алкохолних или уљних раствора, а остала су средства у облику крема и гелова. Заштитне материје у тим средствима апсорбирају, а у неким случајевима распршују и рефлектују УВ зраке. Најчешће примењиване материје су оне које апсорбирају УВ зрачење таласних дужина око 300 nm (тј. УВБ зрачење) ради заштите од сунчаних опеклина (црвенила), а допуштају пролаз УВА зрачења због пигментације коже.
Широко примењиване хемијске материје у средствима за заштиту су органски УВБ филтри (естри цинаминске киселине, метил-бензилиден камфор и у води растворан бензимидазол). Оне нису довољне за заштиту коже од могућег каснијег развоја рака, јер не делују на УВА зрачење, па треба посебну пажњу обратити на заштиту коже од УВА зрачења. Хемијско средство за филтрирање УВА зрачења је бутил-дибензолметан, а познат је и као фотонестабилно једињење које се на Сунцу брзо разграђује.
Осим хемијских органских материја, користе се и друге заштитне материје, као што су Титанијумов и цинков оксид. Цинков оксид повољнији је за УВА, а титанијумов за УВБ зрачење. Могу се користити у ограниченим количинама, јер иначе не допуштају пигментацију коже, па она остаје бела. Оптималан заштитни учинак постиже се само ако су честице тих оксида изузетно ситне и ако се могу потпуно равномерно распоредити по кожи.
Заштитни фактор - већина средстава за заштиту коже од ултраљубичастог зрачења декларисана су заштитним фактором - SPF. Заштитни фактор неког средства говори колико временски дуго излагање УВБ зрачењу изазива одређени степен еритема (црвенила) коже у поређењу са временом за исти степен еритема на незаштићеној кожи.
Већина производа на тржишту има заштитне факторе између 15 и 25, а у неким се земљама појављују и средства с већим заштитним факторима. Они изнад 40 немају смисла, јер већ заштитни фактор 33 филтрира 97 посто УВБ зрачења.
Заштита од УВА зрачења једнако је важна као и заштита од УВБ зрачења, али како је штетно деловање УВА зрачења неприметно (јер не изазива црвенило коже као УВБ), то је опасност од њега заправо већа. Међутим, за ту врсту ултраљубичастог зрачења (УВА), која у каснијој доби такође изазива рак коже, не постоје методе мерења делотворности заштите. Засад на тржишту има врло мало тестираних и одобрених делотворних материја за заштиту од УВА зрачења, па код избора треба обратити пажњу на степен заштите од УВА зрачења.

### Медицинска примена УВ зрачења
УВ зрачење се користи за лечење кожних болести, као што је псоријаза и витилиго. Псоријаза је релативно честа кожна болест и од ње болује од 1-5% популације. Најчешће не ствара веће проблеме оболелом. Оно што је важно у терапији псоријазе је излагање УВ зрачењу, било природним изворима - Сунчева светлост или вештачким изворима - УВ светиљке. Излагање сунцу је у већини случајева делотворно.
PUVA-терапија или фотохемотерапија подразумева локално или системско наношење фотосензибилизатора псоралена, а потом обасјавање коже УВА зрацима. Након открића ускоспектралне фототерапије ређе се примењује у лечењу витилига. Наиме, сматра да је до постизања естетски прихватљивог успеха просечно потребно 150-200 сеанси обасјавања, што може бити повезано са повећаним ризиком од настанка преканцероза и карцинома коже. Од открића ускоспектралне (енгл. narrow-band, 311 nm) УВБ фототерапије, она постаје најчешћи облик лечења генерализованог витилига те замењује до тада најчешће примењивану PUVA-терапију (фотохемотерапију. Трајање поједине терапије је врло кратко, у почетку тек двадесетак секунди, након чега се време обасјавања постепено повисује до неколико минута. Ускоспектрална фототерапија у лечењу витилига спроводи се 2 до 3 пута недељно, лечење траје од 6 месеци до године дана, а понекад и више. Уколико не дође до почетне репигментације унутар прва 3 месеца од почетка фототерапије сматра се да фототерапија није делотворна те се са истом прекида. За време обасјавања болесник носи заштитне наочаре које спречавају иритацију очију. Након терапије може се појавити благо црвенило коже што је показатељ да је примењена примерена терапијска доза УВБ зрачења. Уколико дође до јачег црвенила коже, саветује се смањење дозе обасјавања. Код око 50% болесника долази до поновног враћања већег дела пигмента, иако је потпуна репигментација ретка.

### Штетно деловање УВ зрачења
Превелико излагање УВБ зрачењу може изазвати акутно оштећење коже (еритем - црвенило) у облику опекотина, које доводи до дегенерације коже, њеног старења, а може изазвати и рак коже, због оштећења гена за обнову ћелија коже. Ултраљубичасто зрачење типа УВА продире у дубље слојеве коже узрокујући оштећења и могући развој рака коже у каснијој фази живота. УВЦ зрачење има највећу енергију и зато је најопаснија врста УВ зрачења. Пре се врло мало пажње посвећивало УВЦ зрачењу, јер атмосфера упија готово све што нам стигне са Сунца. Међутим, неки уређаји (стерилизација) користе ту врсту зрачења и треба бити врло опрезан код руковања с њима.

### Кожа и УВ зрачење
УВ зрачење врло брзо делује на нашу кожу. Тек је неколико минута излагања сунцу довољно за настанак непосредне пигментације. Исто је тако и за синтезу витамина Д у нашој кожи потребно пет минута дневно, док је за појаву соларног црвенила на кожи довољно неколико сати. Ако су у питању месеци и године излагања Сунцу, утицај УВ зрачења је најнеповољнији – кожа стари, губи еластицитет и може доћи до настанка карцинома коже.
Штетни учинци УВ зрачења не зависе само од количине излагања Сунцу, већ и од осетљивости коже појединца. Најосетљивији на УВ зраке су они људи који имају црвену косу, који су пегави, са светлим, зеленим или плавим очима, светле пути. Они никад не добију лепу бронзану боју, а најчешће „изгоре“. Особе беле коже са тамном косом и смеђим очима, такође су осетљиве, а најмање осетљиви су и натеже добију опеклине људи тамне, смеђе коже и косе, са смеђим очима.
Када се говори о штетним деловањима УВ зрака, она могу бити акутна и хронична. Акутна су сунчане опекотине, фототоксичне и фотоалергијске реакције узроковане лековима или биљкама (разни дезодоранси, парфеми), соларна уртикарија често се јавља баш у време првог излагања Сунцу. Може доћи до појаве акутних идиопатских деловања, те актиничког сврбежа – прурига.
У хронична деловања УВ зрачења убраја се фотостарење које заправо почне с нашим рођењем. Затим су ту хронични актинични дерматитис, разне преканцерозе, лентиго соларис, keratosis actinica, тумори коже (карцинома basocellulare и spinocellulare), мезенхимални тумори коже, лимфом коже и најопаснији, најмалигнији од њих – меланома.
Малигни меланом је најзлоћуднији тумор коже и слузокоже. Настаје малигном преображајем меланоцита базалног слоја нашег епидерма и за његов настанак најважнији су чиниоци животне средине, односно УВ зрачење и генетска компонента. У 50 посто случајева развија се на клинички непромењеној кожи, а у 35-50 посто случајева злоћудни меланом настаје преобразбом младежа на нашој кожи. У целом свету у порасту је и број случајева оболелих од меланома, али и број смртности од меланома.

### Очи и УВ зрачење
УВА зрачење може допрети до мрежњаче ока, стога дуготрајно излагање може увелико да повећа опасност од дегенерације жуте пеге. Штета од УВА-зрачења је кумулативна, па се препоручује ношење сунчаних наочара.
УВБ зрачење чини тек 10% од укупног ултраљубичастог зрачења које долази до Земље, међутим управо оно представља највећу опасност за здравље човека те може узроковати највећу штету вашим очима. Превелико излагање УВБ-зрачењу може да оштети рожњачу и да изазове болно стање, врсту упале рожњаче која се назива фотокератитис.
УВЦ зрачење блокира озонски омотач и тренутно не представља непосредну претњу.
Умерено или продужено излагање очију ултраљубичастом зрачењу може да узрокује бројна оштећења делова ока, те бити главним узроком неких болести ока, попут катаракте или сиве мрене (замагљења очног сочива) или дегенерације жуте пеге, што евентуално може довести и до губитка вида. Претпоставља се да је отприлике 10% случајева катаракте или сиве мрене узроковано УВБ-зрачењем, које реагује с беланчевином из сочива. Катаракта представља замагљење сочива, које мора бити прозирна за јасан вид.
Стварањем мрене, зауставља се и рефлектује светло које улази у око, што заблескује. Напредовањем мрене, вид постаје све слабији и замућенији, као да се гледа кроз измаглицу. Мрене представљају главни узрок слабијег вида у старијем доби. Операцијом се у већини случајева може повратити изгубљени вид. Дегенерација очне пеге такође је један од водећих узрока губитка вида, чији напредак може бити убрзан прекомерним излагањем ултраљубичастом зрачењу.
Заштита очију се може постићи на више начина, на пример ношењем шешира са широким ободом који штити очи од непосредног сунчевог светла, затим ношењем сунчаних наочара или пак контактних сочива које имају заштиту од ултраљубичастог зрачења. Наравно, шешири не представљају потпуну заштиту од УВ-зрачења, већ могу смањити излагање очију Сунцу за отприлике 50%. Данас су доступне контактна сочива које штетно зрачење могу смањити и до 90%, док квалитетне сунчане наочаре могу гарантовати чак и стопостотну заштиту од УВ-зрака. Приликом избора сунчаних наочара које могу квалитетно и ефикасно да блокирају штетно ултраљубичасто зрачење, треба имати на уму неколико ствари:
- Цертификат или ознаку која говори о постотку штетног зрачења које наочаре блокирају и врсти УВ зрачења од којег штите очи.
- Ознаке на наочарама које говоре о блокирању инфрацрвених зрака или плавих зрака нису повезане са заштитом од УВ-зрака.
- Ако на наочарама стоји израз „поларизиране“, то значи да сочива тих сунчаних наочара смањују одбљесак сунца од других површина, попут одбљеска сунца од површине воде. Такве наочаре не морају уједно и штитити од УВ зрачења, па је потребно потражити и неку другу ознаку или цертификат.
- Закривљене наочале које се „обавијају“ око очију и у потпуности покривају очи са свих страна нуде додатну заштиту од УВ-зрака јер штите и од зрачења са стране;
- Сочива наочара треба да буду квалитетно израђена и полирана.

Сунце се зими налази у нижем положају на небу у односу на положај током лета. То може узроковати још већу изложеност штетним УВ зрацима. Због рефлективне природе снега, према неким проценама чак до 85% сунчевих УВ зрака бива рефлектовано од његове површине. У врло кратком року, ти УВ-зраци могу да узрокују сунчане опекотине на површини ока које се још називају и снежно слепило, а представљају велики проблем скијашима и осталим спортистима на снегу.
Без заштите очију, рефлексија сунчевих зрака може у само недељу дана да узрокује оштећења на рожњачи. Како би се очи заштитиле од могућег оштећења, препоручује се ношење сунчаних наочала с антирефлективним, поларизираним сочивима које блокирају 100% УВ зрачења.

### Пропадање и разградња полимера, пигмената и боја
Многи полимери бледе, пропадају и разграђују се под утицајем УВ зрачења и зато је потребно ставити додатно УВ апсорбере да штите полимере. Осим тога, многи пигменти и боје упијају УВ зрачење, те мењају боју, тако да уметничке слике (посебно акварел) и текстил треба да имају додатну заштиту од Сунчевог зрачења и флуоресцентних светиљки.

## Примена УВ зрачења
Примена УВ зрачења према таласним дужинама:
- 13,5 : Екстремна УВ литографија
- 230–400 nm: Оптички давачи, разни електронски инструменти
- 230–365 nm: Праћење ознака, као што је цртични код (баркод)
- 240–280 nm: Дезинфекција, уништење највећег броја нежељених микроорганизама на површинама и у води (ДНК или дезоксирибонуклеинска киселина има вршну вредност (Винов закон померања) на 260 nm)
- 250–300 nm: Форензичка анализа, откривање лекова и дрога
- 270–300 nm: Анализа бјеланчевина, ДНК редослед, проналажење лекова
- 280–400 nm: Медицинско снимање ћелија
- 300–400 nm: Светлеће УВ диоде (LED), органске светлеће УВ диоде (OLED) и полимерне светлеће УВ диоде (PLED)
- 300–365 nm: Очвршћивање полимера и сушење тонера код принтања
- 300–320 nm: Фотохемотерапија у медицини
- 350–370 nm: Уређаји за привлачење комараца (комарце највише привлачи УВ зрачење са таласном дужином 365 nm)[23]

### Осигурање
За спречавање кривотворења важних докумената (кредитне картице, возачке дозволе, пасоша), додатно се ставља водени жиг, који је видљив само под УВ светиљкама. Визе и налепнице, које се стављају у пасош, садрже многе детаље који су невидљиви код видљиве светлости, али врло добро се уочавају под УВ светиљкама. Новчанице имају углавном додатна влакна у боји, видљивом само под УВ светиљкама.
Неке врсте спрејева против нападача, остављају невидљиво УВ бојило, које је врло тешко испрати, да би помогло полицији код откривања касније.

### Форензика
УВ светиљке помажу форензичарима за откривање телесних течности, као што су крв, слина, урин или жуч.

### Флуоресцентне светиљке
Флуоресцентне светиљке стварају УВ зрачење јонизирањем живе под ниским притиском, која има таласну дужину од 253,7 nm и 185 nm. Те фотоне затим упијају електрони у флуоресцентном слоју, на унутрашњој страни цеви, који емитирају фотоне у видљивом подручју за људско око. Флуоресцентне светиљке које немају флуоресцентни слој или је оштећен, врло су опасне за здравље људи. Остали извори УВ зрачења су ксенонове електролучне светиљке, деутеријумске електролучне светиљке, жива-ксенонске електролучне светиљке, метал-халидне електролучне светиљке и волфрам-халогене жарне светиљке.

### Астрономија
У астрономији, врло топли објекти првенствено емитују УВ зрачење (види Винов закон померања). Будући да озонски омотач зауставља већи део УВ фреквенција, знатан број УВ опсерваторија се налази у свемиру.

### Биолошка посматрања и контрола епидемија
Неке животиње, као што су птице, гмизавци и инсекти (пчеле), могу да виде у блиском УВ подручју (300 nm–400 nm). Многе воћке, цвеће и семе су осетљивије на УВ зрачење од људског ока. Шкорпиони светле под УВ светиљком. Неке птице имају перје које се боље види у УВ подручју. Урин и остале телесне течности код неких животиња, као код пса, мачака, па и људи, се боље виде под УВ светиљкама. Трагови урина глодара се могу пратити под УВ светлом, како би се спречило њихово ширење у људским насељима. Лептири користе ултраљубичасте ознаке код препознавања супротних полова.

### Спектрометрија
Спектроскопија вакуумског УВ зрачења користи ултраљубичасто зрачење кратке таласне дужине, знано као вакуумско ултраљубичасто зрачење (200 nm– 100nm), као медијум проучавања. Ово зрачење узрокује пубуђење електрона у висока енергијска стања: Ридбергове орбитале. Ова спектроскопија се користи за проучавање високопобуђених молекула. Објекти који емитирају ултраљубичасто зрачење морају бити загрејани на екстремно високе температуре, па се користе у астрономији за проучавање врућих звезда, звезданих корона и врућих маглина.

### Хигијена и УВ зрачење
УВ светиљке се користе за откривање органских талога, где чишћење санитарија није добро обављено. Урин и фосфати се лако откривају. Користи се у болницама, хотелима, јавним санитаријама и у индустрији.

### Анализа минерала
Ултраљубичаста лампа се користи и у анализи минерала, драгог камења, рецимо приликом утврђивања аутентичности колекционарских узорака. Под видљивом светлошћу узорци могу изгледати исто али обасјани ултраљубичастим зрацима флуоресцирају различито. Или могу да покажу разлике у флуоресценцији када се обасјају дуготаласним или краткоталасним ултраљубичастим зрацима. УВ флуоресцентне боје навелико се користе у биохемији и криминолошким истрагама. Најпознатији представник у биохемији је можда зелено флуоресцирајући протеин (GFP од енглеског Green Fluorescent Protein) који се често користи као генетички обележивач. Многе супстанце, рецимо протеини, знатно апсорбују у УВ спектралној области што је од огромне практичне важности у биохемији и сродним областима. Зато су УВ спектрофотометри обавезни део биохемијске лабораторијске опреме.

### Фотолитографија
УВ зрачење се користи у фотолитографији, која се примењује у производњи полупроводника, интегрираних кола и штампаних плоча.

### Провера електричне изолације
УВ светиљке могу открити коронарно пражњење на електричним апаратима, што обично оштећује изолацију код електричних проводника.

### Стерилизација
Стерилизација ултраљубичастим зрачењем - оштећује ћелијске нуклеинске киселине и на тај начин делује гермицидно. Користи се за стерилизацију просторија. Штетно делује на вид, па се не сме користити у просторијама у којима се налазе људи.

### Стерилизација воде за пиће
Делотворна и сигурна алтернатива хемијским методама дезинфекције воде је стерилизација воде ултраљубичастом светлошћу.
Давне 1878. примећено је да Сунчева светлост делује антибактеријски. Каснија испитивања показала су да антибактеријски учинак Сунчеве светлости не долази од видљиве већ од невидљиве светлости таласних дужина од 100 do 400 nm, а најбољи резултате постижу УВЦ зраци при таласној дужини од 254 nm. УВЦ зраци наведене таласне дужине мењају генетски ДНК материјал ћелија тако да бактерије, вируси, алге и други микроорганизми губе способност репродукције. Присутни микроорганизми угину, а с тим и ризик од болести које они могу изазвати. Управо ова чињеница искориштена је код УВ стерилизатора где се УВЦ зраци добијају вештачким путем помоћу кварцних лампи са живиним парама.
Централни део УВ стерилизатора је УВ светиљка, коју чини кварцна цев у којој се налази одређена количина живе. Стављањем лампе под напон долази до стварања електричног лука који континуирано побуђује атоме живе који емитују енергију таласне дужине 254 nm. Стерилизација воде се одвија тако да вода тече у танком слоју око кварцне цеви у којој се налази УВ лампа при чему вода прима одређену количину енергије.

### Производња хране
Код производње хране захтев је да се што мање користи топлотна обрада хране, како би она остала што свежија. Због тога се све више користи пастеризација са УВ светиљкама.

### Уређаји за откривање пламена
УВ уређаји за откривање пламена су осетљиви на већину пламена, укључујући угљоводонике, сумпор, водоник, амонијак итд. Уређаји за откривање пламена који имају и УВ и инфрацрвене даваче, су пуно сигурнији у раду.